# Canadá nos Jogos Olímpicos de Verão de 2004
O Canadá competiu nos Jogos Olímpicos de Verão de 2004, em Atenas, na Grécia.

## Desempenho

### Natação
Masculino
| Atleta(s)   | Evento       | Eliminatórias | Eliminatórias | Semifinal | Semifinal | Final       | Final       |
| Atleta(s)   | Evento       | Tempo         | Posição       | Tempo     | Posição   | Tempo       | Posição     |
| ----------- | ------------ | ------------- | ------------- | --------- | --------- | ----------- | ----------- |
| Andrew Hurd | 1500 m livre | 15min28s71    | 18º           |           |           | Não avançou | Não avançou |